# Thénac (Charente Marítimo)
Thénac es un comuna francesa, situada en el département de Charente Marítimo y en la Región de Poitou-Charentes, en el sudoeste de Francia.

## Administración
Lista de alcaldes conocidos de Thénac
| 1989 a 2008                       | 2008-           |
| --------------------------------- | --------------- |
| André Veillon (profesión: Médico) | Danielle Giraud |

## Demografía
| 1962 | 1968 | 1975 | 1982 | 1990 | 1999  |
| ---- | ---- | ---- | ---- | ---- | ----- |
| 673  | 705  | 710  | 807  | 922  | 1.082 |

Evolución demográfica según INSEE

## Monumentos y lugares de interés
- Colina neolítica de Peu-Richard
- Necrópolis celta (gala) Paban-les Arènes
- Teatro galo-romano de las  “Arènes”
- Termas galo-romanas de las Arènes
- Cantera galo-romana de l’Île Sèche.
- Escuela militar de Paban
- Cantera de "pierre bleue" de los Mauds
- Château Maguier
- Château du Grand-logis de Monconseil

## Personas relevantes unidas a la comuna
- Familia Eschassériaux :
  - Joseph Eschassériaux, diputado durante la Revolución francesa
  - René Eschassériaux, diputado durante la Revolución francesa
  - Eugène Eschassériaux, diputado bonapartista del Segundo Imperio Francés y de la Tercera República Francesa
- El poeta Edmond Maguier,(1847 Rioux- 1907 Thénac)
- Étienne Guinod de Monconseil, Etienne Guinod de Monconseil y su yerno, el marqués de La Tour du Pin, oficiales generales de la nobleza de la Corte del siglo XVIII.